# Johann Christoph Schmidt (Kanzleidirektor)
Johann Christoph Schmidt (* 20. November 1704 in Langensalza; † 1781) war fürstlich-mansfeldischer Hof- und Bergrat und zuletzt Kanzleidirektor in Eisleben.
Spätestens ab 1731 hielt er sich in Eisleben auf. Verheiratet war er mit Christiana Friederica geb. Meurer, der Tochter des Oberamtmanns Ernst Friedrich Meurer. Diese erbte nach dem Tod ihrer Mutter die Hälfte des Gutes Tunzenhausen im Amt Weißensee. Schmidts Ehefrau starb am 27. Januar 1774 im 61. Lebensjahr nach 42-jähriger Ehe und wurde in der Andreaskirche in Eisleben am 30. Januar 1774 beigesetzt. Aus der Ehe gingen die beiden Söhne Heinrich Wilhelm Schmidt sowie Gottlob Friedrich Schmidt hervor. Diese erbten nach dem Tod der Mutter deren Hälfte am Gut Tunzenhausen.
Am 27. Oktober 1745 ersteigerte er als Hofrat für sich das wegen Schulden zum Verkauf stehende Hanffstengel’sche Mannlehngut in Voigtstedt. Nur zwei Jahre später verkaufte Schmidt dieses Gut gewinnbringend weiter an den Amtsrat Johann Gottlieb Aurbach.
Ferner hatte Schmidt drei Töchter, darunter die älteste Christiana Maria (* 16. Januar 1733; † 1798), verheiratet mit dem Kriegsrat Johann Christian Jordan, und Johanna Louise (* 13. Oktober 1743, † 23. Mai 1824), die 1781 den Leipziger Geschichtsprofessor Friedrich August Wilhelm Wenck heiratete. Aus dieser Ehe gingen drei Kinder hervor.
Johann Christoph Schmidt war promoviert und einer der drei Universalerben des Hofrates Johann Friedrich Zeumer, dem Neffen seiner Schwiegermutter. Im Rezess zwischen den Testaments- und Lehnserben Zeumers von 1778/79 erbte er dessen Rittergut Schönefeld bei Leipzig.